# José Andreu García
José Antonio Andreu García (18 de septiembre de 1937-10 de enero de 2019) fue un jurista puertorriqueño que sirvió como Juez Presidente del Tribunal Supremo de Puerto Rico de 1992 a 2003. Fue conocido por su acercamiento moderado al Derecho Constitucional.

## Biografía
Nació el 18 de septiembre de 1937 en Río Piedras (Puerto Rico).

## Educación y carrera
Andreu recibió su grado de bachiller en economía en 1958 de la Universidad de Puerto Rico, Recinto de Río Piedras. En 1961 obtiene el Juris Doctor de la Escuela de Derecho de la misma universidad.
Entre 1963 y 1973 ocupó las posiciones de Juez de Distrito, Fiscal Auxiliar (1965), Fiscal de Distrito en Mayagüez (1966) y Juez Superior (1969) cargo que desempeñó hasta 1973 asignado a la Sala de lo Civil de Ponce y en la de Asuntos de lo Criminal de San Juan como Juez Administrativo Auxiliar. Fue miembro de la Junta de Directores de la Administración de Edificios Públicos de Puerto Rico desde 1975 a 1977.
Tras de practicar el derecho privado, en agosto de 1990 el entonces Gobernador de Puerto Rico, Rafael Hernández Colón nombró a Andreu García para ocupar el cargo de Juez Asociado del Tribunal Supremo de Puerto Rico. El 4 de febrero de 1992 fue nombrado Juez Presidente del mismo tribunal.
Como Juez Presidente tuvo una pequeña disputa con el Gobernador Pedro Rosello en 1997 cuando este último decidió que el Juez Asociado Baltasar Corrada del Río sustituiría a Andreu García en su juramentación como Gobernador de Puerto Rico. Andreu García expresó públicamente que era una rotura innecesaria con la tradición.
Luego de once años a la cabeza del Tribunal Supremo, Andreu García renunció a su puesto en septiembre de 2003, durante el gobierno de Sila Calderón. La Gobernadora Calderón inicialmente nombró al entonces Secretario de Estado Ferdinand Mercado como su sucesor pero su nombramiento fue rechazado por el Senado. Eventualmente, Andreu fue sucedido por la Juez Asociada Miriam Naveira, la primera mujer en el cargo.
Tras su retiro Andreu García regresó a la práctica privada. 